# 三河一色駅
三河一色駅（みかわいしきえき）は、かつて愛知県幡豆郡一色町前野（現：西尾市一色町前野）にあった名古屋鉄道三河線の駅（廃駅）である。

## 歴史
- 1926年（大正15年）9月1日：大浜港（のちの碧南） - 神谷（のちの松木島）間（当時：三河鉄道）の開通に伴い開業[1]。
- 1941年（昭和16年）6月1日：三河鉄道が名古屋鉄道に合併。同社三河線の駅となる。
- 1958年（昭和33年）3月5日：駅舎改築[2]。
- 1964年（昭和39年）：西三河養殖漁協のウナギ発送用の貨物側線（0.2km）、倉庫などを設置[3]。
- 1977年（昭和52年）5月25日：貨物営業廃止[2]。
- 1984年（昭和59年）
  - 3月20日：列車交換設備廃止[4]。
  - 4月1日：三河観光に業務委託[2]。
- 1990年（平成2年）7月1日：碧南 - 吉良吉田間の電化設備廃止[5]。レールバス（キハ20形）の営業開始[5]。
- 2003年（平成15年）8月1日：業務委託終了（終了時の委託者は名鉄東部観光）。無人化[6]。
- 2004年（平成16年）4月1日：廃止[1]。
- 2008年（平成20年）6月：駅舎解体[7]。

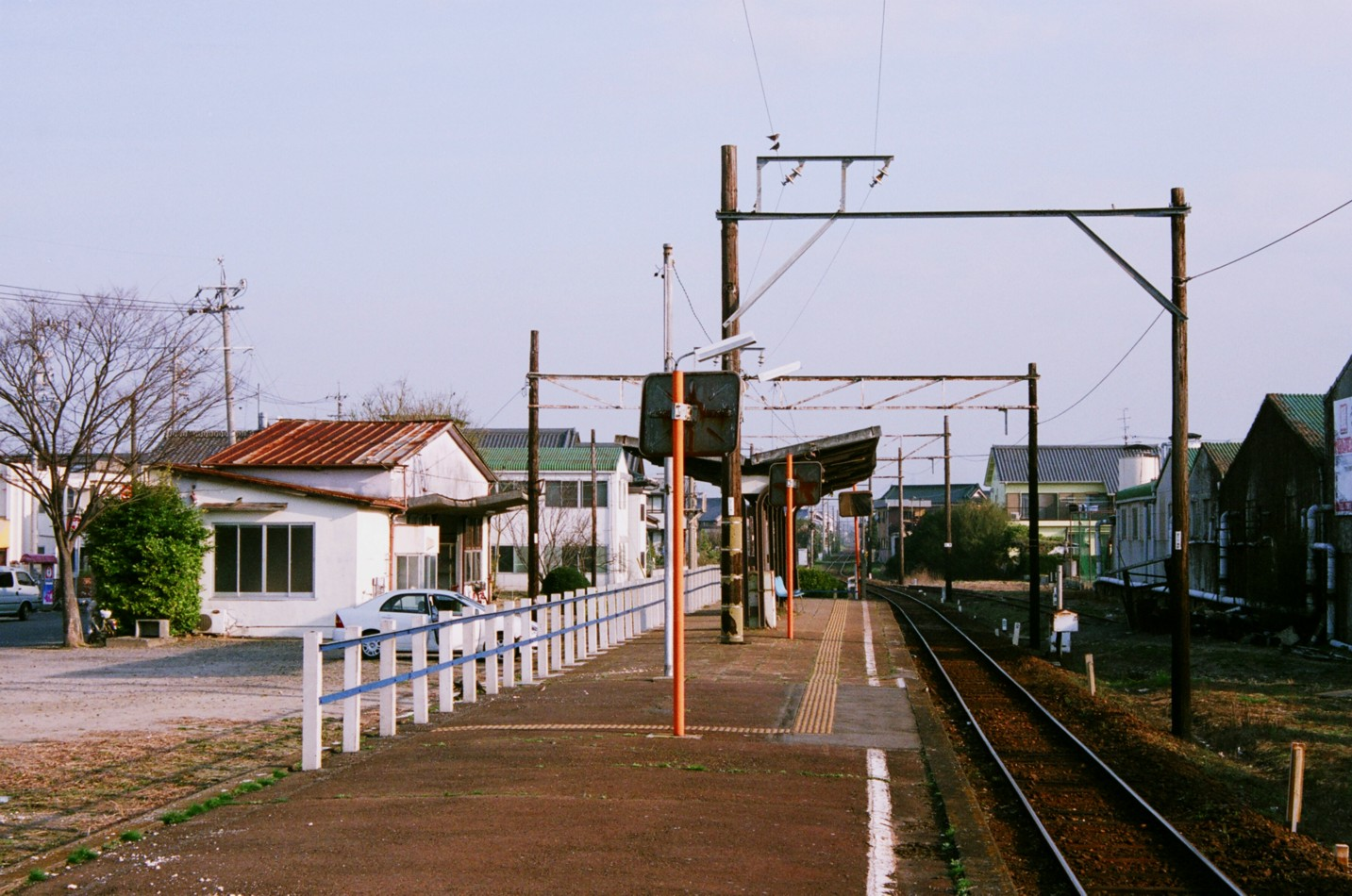
ホームより碧南方面を望む。ホーム右側には貨物側線跡がある。（2004年）
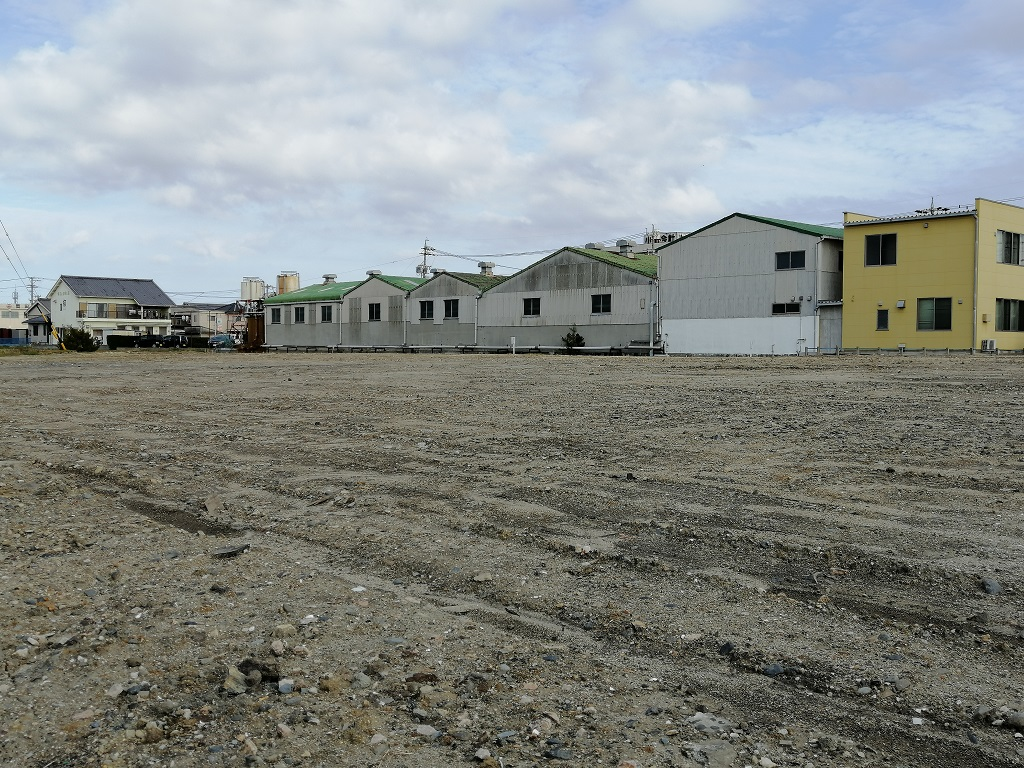
更地化された駅跡（2020年）

## 駅構造
1984年4月1日付けで名鉄の駅員の配置はなくなったが、2003年7月31日までは名鉄東部観光による管理委託駅で、切符を販売していた。駅舎はコンクリート製で、廃駅後は数年間代替バスであるふれんどバスの事務所として使われていた。晩年はホーム1面1線の停留場であったが、1984年までは島式ホーム1面2線で列車の行き違いが可能であった。また最盛期には貨物側線が2本あった。
ホームの有効長は当初2両だったが、1967年度下期建設改良工事で4両化された。

### 配線図
| ← 碧南方面 | 三河一色駅 構内配線略図 | → 吉良吉田方面 |
| 凡例 出典: |                         |                |

## 利用状況
- 『名古屋鉄道百年史』によると1992年度当時の1日平均乗降人員は714人であり、この値は岐阜市内線均一運賃区間内各駅（岐阜市内線・田神線・美濃町線徹明町駅 - 琴塚駅間）を除く名鉄全駅（342駅）中252位、 三河線（38駅）中24位であった[10]。
- 『愛知統計年鑑』によると2003年度の乗車人員は1日平均167人であった[11]。2003年度までの1日平均乗車人員は下表の通り。

| 年度   | 1日平均 乗車人員 |
| ------ | ---------------- |
| 1998年 | 210              |
| 1999年 | 208              |
| 2000年 | 176              |
| 2001年 | 176              |
| 2002年 | 168              |
| 2003年 | 167              |

## 駅周辺
旧一色町の中心地にあった駅であり、駅跡の西側にある一色亥新田交差点に至るアクセス道路がある。旧町役場は駅から北へ少し離れた所にあったが、後に（駅跡の南西側にある）公民館内へ移設され、現在は市役所支所として機能している。国道247号は駅南側、愛知県道12号線は駅西側を通る。
- 一色町公民館、一色地域交流センター
  - 西尾市役所一色支所
- 西尾市立一色学びの館
- 一色保育園
- 一色うなぎ漁業協同組合
- JA西三河一色中部支店
- JA西三河エーコープ一色店
- 岡田屋製菓[17] - えびせんべいの製造・販売業の1つ。1928年創業[18]。
- ドミー一色店
- 前野南部神社
- 国道247号
- 愛知県道12号豊田一色線
- 大宝橋 - 一色排水路に架かる橋の1つ
- 一色排水路

備考
- 駅跡地の周辺には和菓子屋が点在しており、えびせんべいを扱う店が多い。
- 駅跡地は再開発が行われ、2023年現在は住宅地となっている。

## バス路線
ふれんどバス
- 三河線の碧南・吉良吉田間の廃止に伴う代替バスで、旧沿線自治体で構成するふれんどバス運行協議会からの委託によりバス会社が運行している。

名鉄東部交通
- 一色町から福地駅、西尾駅、西尾市民病院、西尾東高校方面へ向かう路線バスが運行される。2017年10月1日、駅跡前にあった三河一色バス停は廃止され、一色町公民館バス停が代わりに新設された[19]。

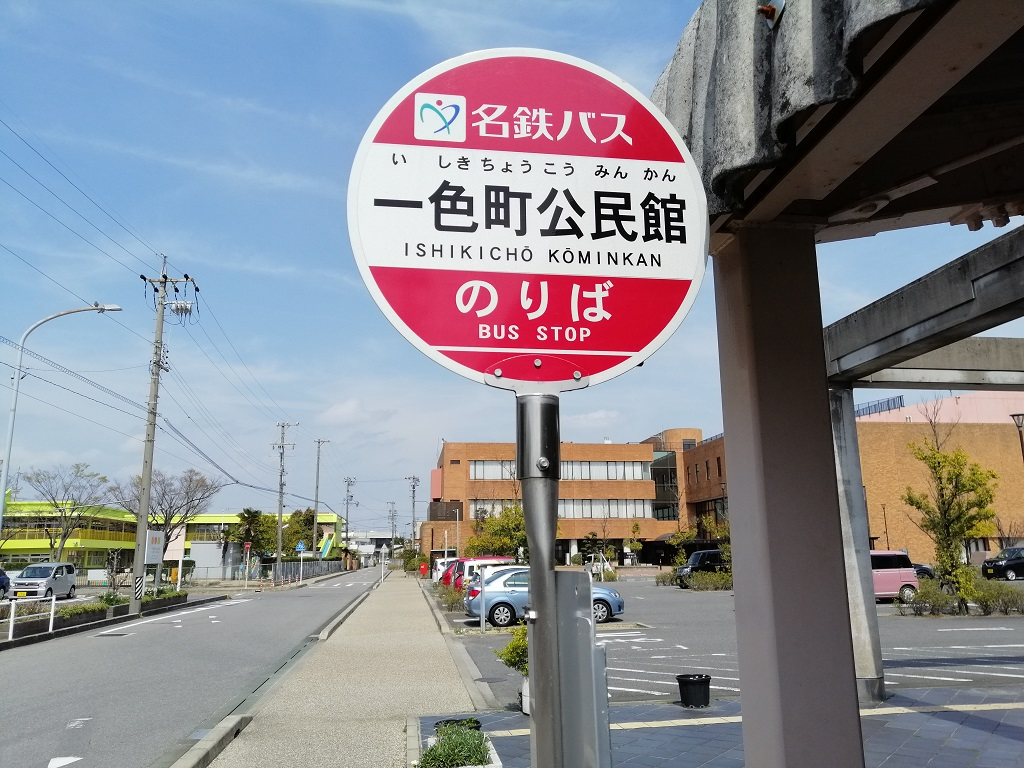
一色町公民館バス停（ふれんどバス）
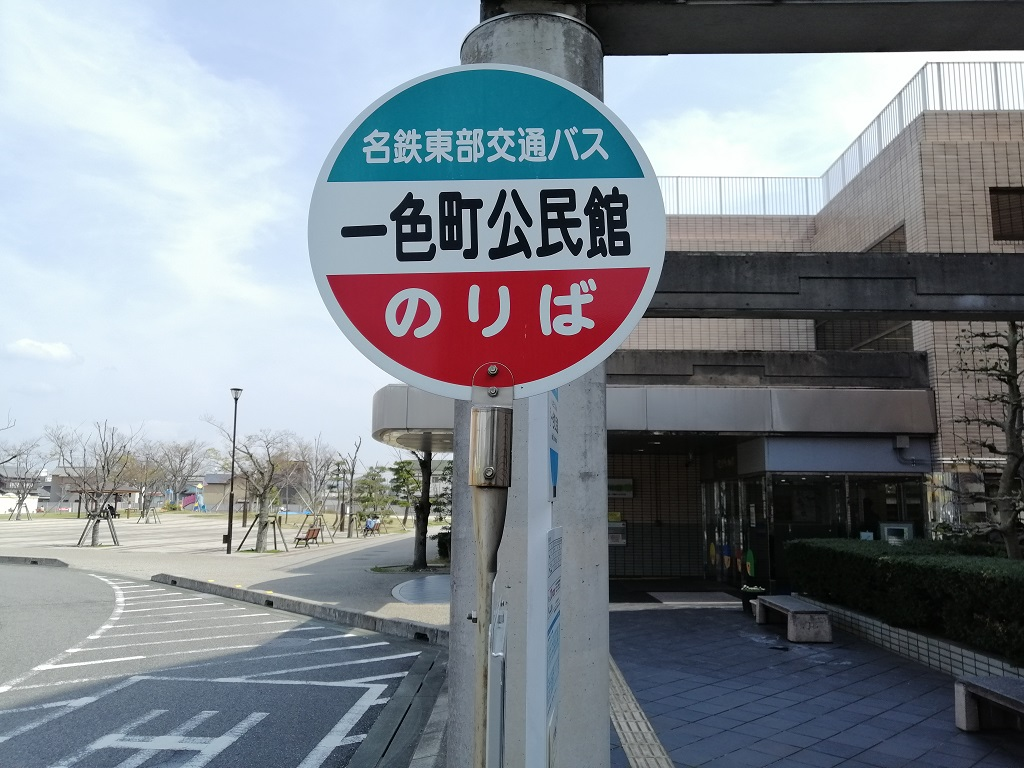
一色町公民館バス停（名鉄東部交通バス）

## 隣の駅
名古屋鉄道
三河線（廃止区間）
西一色駅 - 三河一色駅 - 松木島駅